# 2K (empresa)
2K é uma publicadora de jogos eletrônicos estadunidense baseada em Novato, Califórnia. A 2K foi fundada pela Take-Two Interactive em Janeiro de 2005 por meio das empresas 2K Games e 2K Sports, seguindo a aquisição pela Take-Two de uma empresa chamada Visual Concepts naquele mesmo mês. Originalmente baseada em Nova Iorque, ela foi movida para Novato em 2007. Uma terceira empresa, 2K Play, foi adicionada em Setembro de 2007. A empresa é governada por David Ismailer como presidente e Phil Dixon como diretor de operações. A empresa também dispõe de um estúdio de captura de movimento baseada em Petaluma, Califórnia.

## História
Em 24 de Janeiro de 2005 a Take-Two Interactive anunciou a compra da Visual Concepts incluindo sua subsidiária, Kush Games e a propriedade intelectual da série de jogos de esportes 2K da Sega por 24 milhões de dólares. No dia seguinte a Take-Two estabeleceu a empresa de publicação 2K, formada por duas subsidiárias - 2K Games e 2K Sports essa última tendo seu foco voltado para jogos de esportes. Vários estúdios de desenvolvimento da Take-Two Interactive—Visual Concepts, Kush Games, Indie Built, Venom Games, PopTop Software, and Frog City Software—se tornaram estúdios da 2K, e a então Take-Two Licensing foi incorporada à nova empresa.[carece de fontes?]
Em 21 de Janeiro de 2006 um incêndio danificou gravemente as partes de administração e marketing do escritório da 2K. Em Junho de 2007 a 2K anunciou que o escritório de Nova Iorque havia sido fechado e seria transferido para outra localização na costa oeste dos Estados Unidos, mais precisamente para Novato, Califórnia.
Em 10 de Setembro de 2007 a Take-Two Interactive anunciou uma nova parceria com a Nickelodeon para publicar jogos baseados nas suas licenças. Junto deste anúncio, a Take-Two introduziu uma nova subsidiária da 2K, a 2K Play, para focar em jogos casuais. Por conta dessa abertura, a 2K incorporou todos os ativos da publicadora de jogos de baixo custo Global Star Software, incluindo o jogo Carnival Games, o estúdio Cat Daddy Games, e jogos baseados no formato Deal or No Deal (Topa ou não topa no Brasil).
Em 4 de Maio de 2017 o co-fundador e até então presidente, Christoph Hartmann, anunciou que estaria deixando o seu cargo. Hartmann trabalhou por aproximadamente 20 anos na Take-Two Interactive e não chegou a divulgar a razão da sua saída. Em Agosto de 2018 ele se juntou ao Amazon Game Studios. Ele foi sucedido pelo então diretor de operações David Ismailer em Maio de 2017. O cargo de diretor de operações foi ocupado por Phil Dixon, anteriormente da Betfair, em Novembro de 2017. Melissa Bell foi contratada como vice-presidente e chefe de marketing global em Abril de 2018.
Em 25 de Setembro de 2018, a 2K anunciou o programa 2K Foundations que iria apoiar comunidades mal atendidas espalhadas pelos Estados Unidos, reformando quadras de basquete nas vizinhanças que mais precisassem. A Microsoft será parceira do programa, fornecendo consoles Xbox One S para estações de jogos que serão disponibilizadas nessas quadras. O programa planejou reformar 12 quadras em diversas cidades espalhadas pelo país, incluindo Cincinnati, Baltimore, Los Angeles, Chicago, e Cleveland ainda em seu primeiro ano.

## Marcas

2K Games
2K Sports
2K Play

## Estúdios

### Abertos
- 2K Chengdu em Chengdu, China; fundado em Junho de 2011.[20]
- 2K Vegas em Las Vegas, Nevada, EUA; fundado em 2006 como 2K West, reformulado em 2013.[21][22]
- 31st Union no Vale do Silício, EUA e Espanha; fundado em 2019.[23][24]
- Cat Daddy Games em Kirkland, Washington, EUA; fundado em 1996, adquirido em 2003.[25]
- Cloud Chamber na Área da Baía de São Francisco, EUA e Montreal, Canada; fundado em 2019.[26]
- Firaxis Games em Hunt Valley, Maryland, EUA; fundado em 1996, adquirido em 2005.[carece de fontes?]
- Hangar 13 em Novato, Califórnia, EUA; fundado em 2014.[27]
- Visual Concepts em Novato, Califórnia, EUA; fundado em 1988, adquirido em 2005.[4][28]

### Fechados
- 2K Australia em Camberra, Austrália; fundado em 2000, adquirido em 2006, fechado em 2015.[29]
- 2K China em Xangai, China; fundado em Maio de 2006, fechado em Novembro de 2015.[30]
- 2K Czech em Brno, República Checa; fundado em 1997, adquirido em 2008, fundido no Hangar 13 em 2017.[31]
- 2K Hangzhou em Hancheu, China; fundado em 2007, fechado em Novembro de 2016.[32][30]
- 2K Los Angeles em Camarillo, California, EUA; fundado como Kush Games em 1998, adquirido em 2005, fechado em 2008.[33]
- 2K Marin em Novato, Califórnia, EUA; fundado em 2007, fechado em 2013.[34][35]
- Frog City Software em San Francisco, EUA; fundado em 1994, adquirido em 2003, fechado em 2006.[36]
- Indie Built em Salt Lake City, EUA; fundado como Access Software em 1982, adquirido e renomeado em 2004, fechado em 2006.[33]
- Irrational Games em Westwood, Massachusetts, EUA; fundado em 1997, adquirido em 2006, fechado em 2017 e sucedido por Ghost Story Games.[37]
- PAM Development em Paris, França; fundado em 1995, adquirido em 2005, fechado em 2008.[33]
- PopTop Software em Fenton, Missouri, EUA; fundado em 1993, adquirido em 2000, fundido em Firaxis Games em 2006.[38]
- Venom Games em Newcastle upon Tyne, Inglaterra; fundado em 2003, adquirido em 2004, fechado em 2008.[33][39]